# 李學元
李學元（16世紀—17世紀），字存齋，湖廣荊州府公安縣人，明朝政治人物。

## 生平
李學元是萬曆二十八年（1600年）庚子科湖廣鄉試舉人，四十四年（1616年）授晉州知州，因父母去世回鄉，服闋後補任高唐州知州，當時白蓮教在曹州、濮州作亂，他嚴行守備，擒拿禍首，然而魏忠賢的御史親信巡按晉州，以其為楊漣同為湖廣人而罷其官，魏忠賢敗亡，他補任惠州推官，兩廣總督王尊德派他招撫海盜，他獨自到賊人巢穴委曲開諭，賊人都散去，不久又負責查勘潮州、肇慶兩府，存活判死罪者二十八人，並寫下《矜情錄》，上級打算薦用他，他卻因為目疾辭官，在家鄉數年後在奇人以針醫治下重見光明，七十多歲才去世。

## 引用
1. 1 2  同治《公安縣志·卷六·人物志》：李學元，字存齋，少與中郎小修為六人社，咸先後得售，萬厯庚子舉人，授晉州知州，丁艱服除補高唐知州，蓮妖煽亂曹濮間洶洶不寧，公申嚴守禦方略捕治，卒摛賊渠，當事以為能，會魏璫私人為御史按晉，以楊公大洪故惡楚人遂逐公，璫敗補惠州府推官，海寇起，撫軍王公尊德知公幹，力檄公往撫，公單車入賊壘委曲開諭，賊皆解去，查勘潮肇兩郡，活死罪二十八人，著《矜情錄》，上官擬薦，會公以目疾乞歸，歸數年有異人以針治其疾目復明，學導引術謂：「長生可得也。」卒年七十餘，公深中多數，斤斤禮度，不逾尺寸，諸子皆謹飭，語云：「見穉恭知元規，非假於公亦然。」